# Берто, Джузеппе
Джузеппе Берто (итал. Giuseppe Berto; 27 декабря 1914, Мольяно-Венето —2 ноября 1978, Рим) — итальянский прозаик, драматург и сценарист.

## Биография
В юности был призван на военную службу. Демобилизовавшись, пытался учиться в университете Падуи. Бросив учёбу, с 1935 года служил волонтером во время итало-эфиопской войны, был лейтенантом в армии Аскари. Был ранен в правую ногу, за храбрость, проявленную в боях, награждён серебряной и бронзовой медалями «За воинскую доблесть» . В 1939 году вернулся в Италию и вновь пытался продолжить учёбу в университете, однако начало Второй мировой войны помешало этому.
Участник мировой войны. Вступил в ряды чернорубашечников, во время сражений в Северной Африке в мае 1943 года попал в плен к американским союзникам и был интернирован в Техас.
После войны вернулся на родину, изучал литературу в университете Падуи.
Долгое время страдал от нервных расстройств. Умер от рака в Риме 1 ноября 1978 года.

## Творчество
Дж. Берто проделал в литературе путь от неореализма до юмористического психологизма. Его темные, иллюзорные и полные безысходности романы без пафоса описывают страдания молодёжи в военные и послевоенные годы.
Роман «Il Brigante» (1952) принёс ему международную известность.
По книгам и сценариям Дж. Берто снято около 26 фильмов.

## Избранные произведения
- Il cielo è rosso. 1946
- Le opere di Dio. 1948

- Il brigante. 1951 — экранизирован в 1961 году
- Guerra in camicia nera. 1955
- Il male oscuro. 1964
- La cosa buffa. 1966
- Oh, Serafina!. 1974

## Избранные сценарии
- Penne nere (1952)
- I girovaghi (1956)
- Pastasciutta nel deserto (1961)
- La fantarca (ТВ, 1966)
- Togli le gambe dal parabrezza (1969)
- Gradiva (1970)
- Per amore (1976)
- О, Серафина! / Oh, Serafina! (1976)

## Литературные награды
- 1964 — Премия Кампьелло
- 1964 — Премия Виареджо
- 1974 — Premio Bancarella